# Maurice Fox
Maurice Fox est un joueur d'échecs canadien né le 14 janvier 1898 dans l'Empire russe et mort le 25 juin 1988 au Canada. Il émigra au Canada en 1923 et remporta le championnat d'échecs du Canada à huit reprises (en 1926, 1927, 1931, 1932, 1935, 1938, 1940 et 1949). Il représenta le Canada lors de l'olympiade d'échecs de 1954. Lors du premier championnat open du Canada disputé en 1956, il battit le jeune Bobby Fischer (treize ans), dont c'était le premier tournoi hors des États-Unis.